# Jake T. Austin
Jake Toranzo Austin Szymanski (sinh ngày 3 tháng 12 năm 1994), được biết đến nhiều hơn với cái tên Jake T. Austin, là một diễn viên người Mỹ, người đóng vai chính trong loạt phim ăn khách "Wizards of Waverly Place", có 4 mùa chiếu trên Disney Channel, với vai Max Russo, cùng với Selena Gomez và David Henrie.

## Tiểu sử
Jake Toranzo Austin Szymanski sinh ra tại thành phố New York, là con trai của Giny và Joey Szymanski, cha anh là người gốc Ba Lan, Ireland và Anh còn mẹ anh là hậu duệ của người Puerto Rico và Argentina.
Jake quyết định muốn trở thành một diễn viên vào năm 10 tuổi, và bà của anh đã đăng ký anh vào một trường diễn xuất. Sự nghiệp của anh bắt đầu từ đó. Anh ấy hiện đang sống ở New York. Anh có một cô em gái 7 tuổi tên là Ava. Các môn thể thao yêu thích của anh là lướt sóng, trượt ván trên tuyết, trượt ván và bóng chày.
Anh hiện được biết đến nhiều nhất với vai Max Russo, một trong những ngôi sao của loạt phim Disney Channel "Wizards of Waverly Place". Anh đã thực hiện và lồng tiếng cho các bức vẽ và phim, chẳng hạn như bức vẽ dành cho trẻ em nổi tiếng Go Diego, Go !, trong đó Jake lồng tiếng cho nhân vật chính, Diego, khi anh còn nhỏ.